# جاكلين غرانت
جاكلين غرانت (بالإنجليزية: Jacquelyn Grant)‏ هي ثيولوجية أمريكية، ولدت في 19 ديسمبر 1948 في جورجتاون في الولايات المتحدة.